# Rhipicephalus fulvus
Rhipicephalus fulvus är en fästingart som beskrevs av Neumann 1913. Rhipicephalus fulvus ingår i släktet Rhipicephalus och familjen hårda fästingar. Inga underarter finns listade i Catalogue of Life.